# トリキティシャ
トリキティシャ（バスク語方言 : trikitixa, [tɾiˈkitiʃa]）は、バスク地方特有の管楽器（民族楽器）。右手部分に2列のボタンを持つダイアトニック・アコーディオンである。トリキティ（共通バスク語 : trikiti, [tɾiˈkiti]）やエスクソイヌ・チキ（バスク語 : eskusoinu txiki）と呼ばれることもある。
「trikiti」（トリキティ）とは擬音語であり、タンバリンによって出された音に起因することが明白である。もともとはアルボカ、チストゥ、他の楽器同様に、伝統的なバスクの合奏に使用された。現在の伝統的なスタイルの合奏は、トリキティシャ2組、タンバリン、ボーカルの4者で構成される。トリキティシャの演奏家は一般的に、スタッカートの三連音符を用いたとても装飾的かつ敏速なスタイルで演奏する。

## 歴史
文書によるトリキティシャへの最古の言及は1889年であり、ビスカヤ県ウルキオラの巡礼者祝祭でダイアトニック・アコーディオンが使用された。ナバーラ地方の交通の要衝であるアルトゥサスで1890年に撮られた写真にもトリキティシャが写っている。この楽器はイタリアからビルバオ港を通してバスク地方に持ち込まれたとする指摘があるが、イタリアやフランスの鉄道労働者によってアルプス山脈を通して持ちこまれたとする説もある。ダイアトニック・アコーディオン自体は1829年にウィーンで考案され、その後ヨーロッパ各地に広まった。
ダイアトニック・アコーディオンとタンバリンの組み合わせは徐々に人気を高め、地元の祝祭などで演奏された。カトリック教会はこのような風潮に抵抗したが、若者はトリキティシャとタンバリンのリズムに合わせて踊った。1980年代までは演奏パターンに変化がなかったが、1980年代にはケパ・フンケラとホセバ・タピアが前例のない演奏方法を試みはじめた。両者の演奏スタイルの斬新さと実験的手法は多くの批評がなされ、両者の演奏スタイルには伝統的・現代的それぞれの手法が見られる。トリキティシャは、フラコ・ヒメネスなどテハノ・ミュージックの演奏家や、他の国際的な演奏家にも影響を与えている。その他の著名な演奏家には、アライツ・テリェチェア、イニャキ・マルバディ、マイシャ・リサリバル、シャビ・アブルサガ、イケル・ゴエナガ、カルロス・ベルダ、アライツ・テリェチェアなどがいる。

## 著名な演奏者

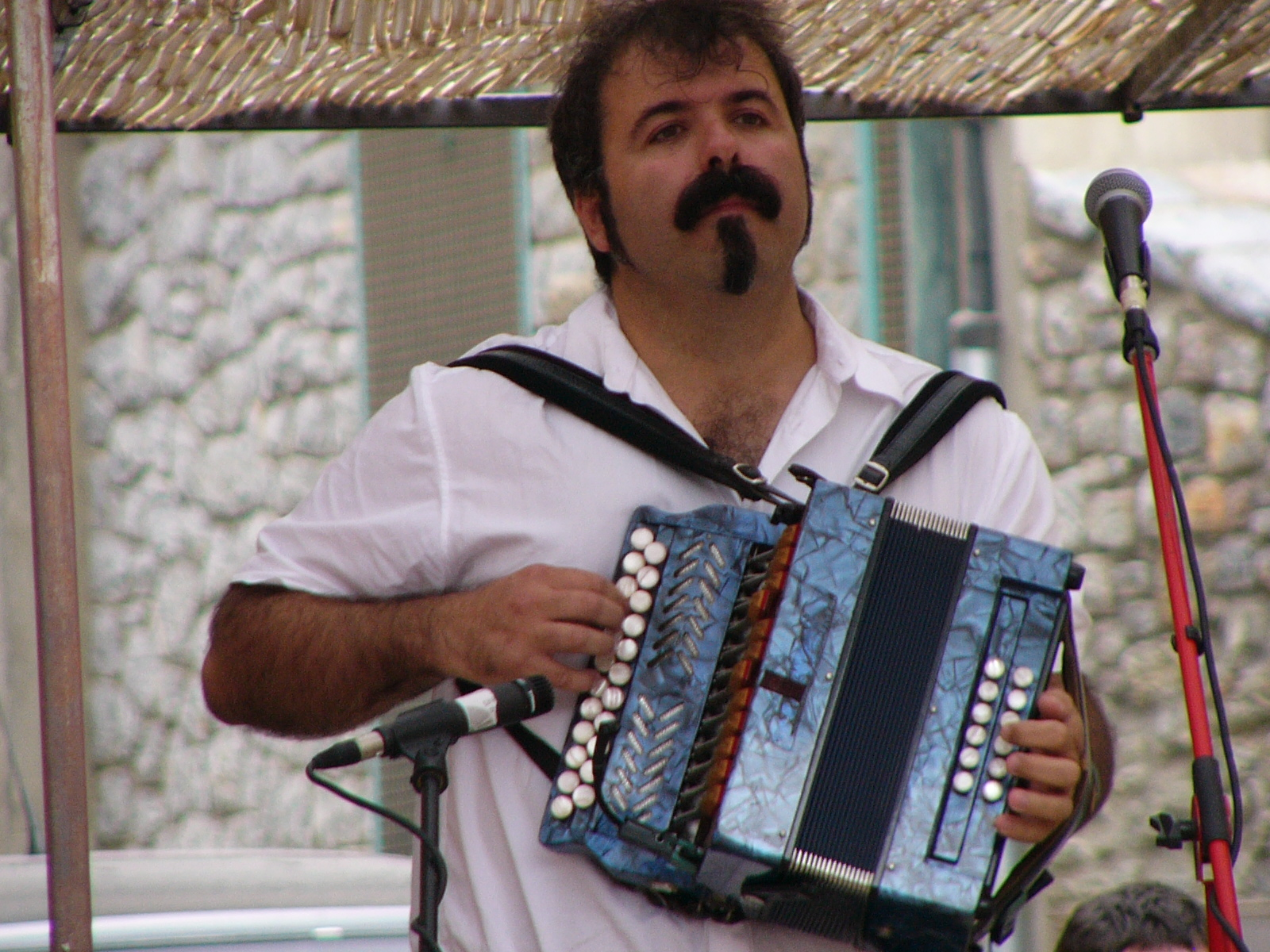
ホセバ・タピア

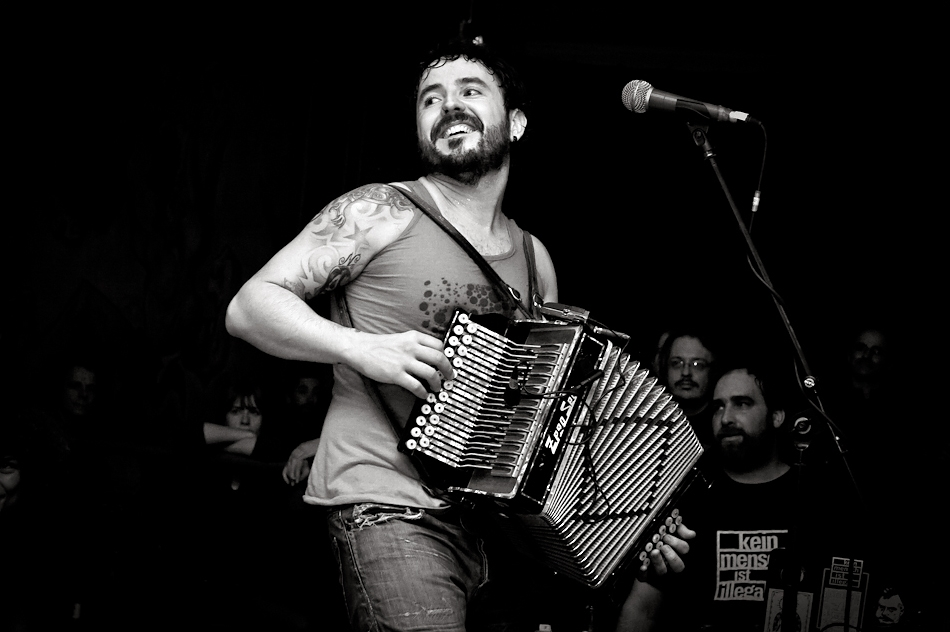
シャビ・ソラーノ

### ソロ
ペドロ・ソドゥペ・ゲラチョ(Pedro Sodupe Gelatxo)
1928年生、2007年没。ギプスコア県エルゴイバル出身。
カシアノ(Kaxiano)
1932年生、2002年没。ギプスコア県リサルツァ出身。
イニャキ・ガルメンディア・ラハ(Inaki Garmendia Laja)
ギプスコア県アスコイティア出身。
トマス・エペルデ(Tomás Epelde)
1945年生。ギプスコア県アスコイティア出身。『エペルデとララニャガ』で活動。
イニャキ・マルバディ
1957年生。ギプスコア県アルビストゥル出身。
ホセバ・タピア(Joseba Tapia)
1964年生。ギプスコア県ラサルテ＝オリア出身。
ケパ・フンケラ
1965年生。ビスカヤ県ビルバオ出身。
シャビ・ソラーノ
ギプスコア県エルナニ出身。
イケル・ゴエナガ(Iker Goenaga)
1974年生。ギプスコア県シスルキル出身。
アライツ・テリェチェア(Alaitz Telletxea)
1976年生。ギプスコア県オイアルツン出身。ガールズポップデュオ『アライツ・エタ・マイデル』で活動。
マイシャ・リサリバル(Maixa Lizarribar)
ギプスコア県トローサ出身。『マイシャとイシアル』で活動。
シャビ・アブルサガ
1978年生。ビスカヤ県ポルトゥガレテ出身。1999年に1stアルバムを発表。2009年には小説家のキルメン・ウリベが詩を付けたアルバムを発表。

### グループ
アライツ・エタ・マイデル
アライツ・テリェチェアらのガールズポップデュオ。
エスネ・ベルツァ
シャビ・ソラーノ、セルヒオ・オルドニェスら。
エツァキット
シャビ・ソラーノら。
タピア・エタ・レトゥリア
ホセバ・タピアとレトゥリア。
ケン・サスピ
ポップロックバンド。